# Limnichites foraminosus
Limnichites foraminosus är en skalbaggsart som beskrevs av Thomas Casey 1912. Limnichites foraminosus ingår i släktet Limnichites och familjen lerstrandbaggar. Inga underarter finns listade i Catalogue of Life.